# 松平忠順
松平 忠順（まつだいら ただより）は、江戸時代中期の大名。信濃国上田藩3代藩主。江戸幕府の奏者番、寺社奉行、若年寄。官位は従五位下・内膳正、伊賀守。伊賀守系藤井松平家5代。

## 生涯
享保11年（1726年）11月22日、2代藩主・松平忠愛の長男として江戸で誕生した。
寛保元年（1741年）に従五位下・内膳正に叙位・任官する。寛延2年（1749年）8月2日、父の隠居で家督を譲られ、伊賀守に遷任する。
父と違って有能で、儒学を基礎とした積極的な藩政刷新を目指したが、父の時代に既に藩財政は破綻していたため、宝暦3年（1753年）に半知上納を行ない、宝暦9年（1759年）に倹約令を出している。しかし民政においては、かなり質の悪い役人が取り仕切って年貢増徴を行なっていたため、宝暦11年（1761年）12月に百姓一揆（上田騒動）が起こり、藩は百姓の年貢減免・役人罷免要求を認めざるを得なくなった。
宝暦13年（1763年）に奏者番に任じられ、明和元年（1764年）に寺社奉行、安永4年（1775年）に若年寄上席などを歴任した。天明3年（1783年）2月8日、江戸で死去した。享年58。跡を長男の忠済が継いだ。

## 系譜
父母
- 松平忠愛（父）
- 杉浦氏 - 側室（母）

正室
- 井伊直定の養女、井伊直惟の娘

側室
- 波多氏
- 手塚氏
- 森田氏
- 八木氏
- 山本氏

子女
- 松平忠済（長男） 生母は山本氏
- 松平為三郎
- 松平忠脩
- 池田輝名（四男） - 池田喜生の婿養子
- 岡部重則室
- 結子 - 戸田忠翰正室

長男・忠済は家督を継ぎ、五男・池田輝名は6000石を領する大身旗本・池田喜生の養子となったが、家督相続前に早世した。他家に嫁いだ娘は2人いる。